# トナーラ
トナーラ（イタリア語: Tonara）は、イタリア共和国サルデーニャ自治州ヌーオロ県にある、人口約2,000人の基礎自治体（コムーネ）。

## 地理

### 位置・広がり

#### 隣接コムーネ
隣接するコムーネは以下の通り。
- ベルヴィ
- デーズロ
- ソルゴノ
- ティーアナ

## 行政

### 分離集落
トナーラには、以下の分離集落（フラツィオーネ）がある。
- Ilalà (abbandonato), Monte Corte (stazione Desulo-Tonara), Arasulè, Su pranu, Teliseri, Toneri